# Cuyo

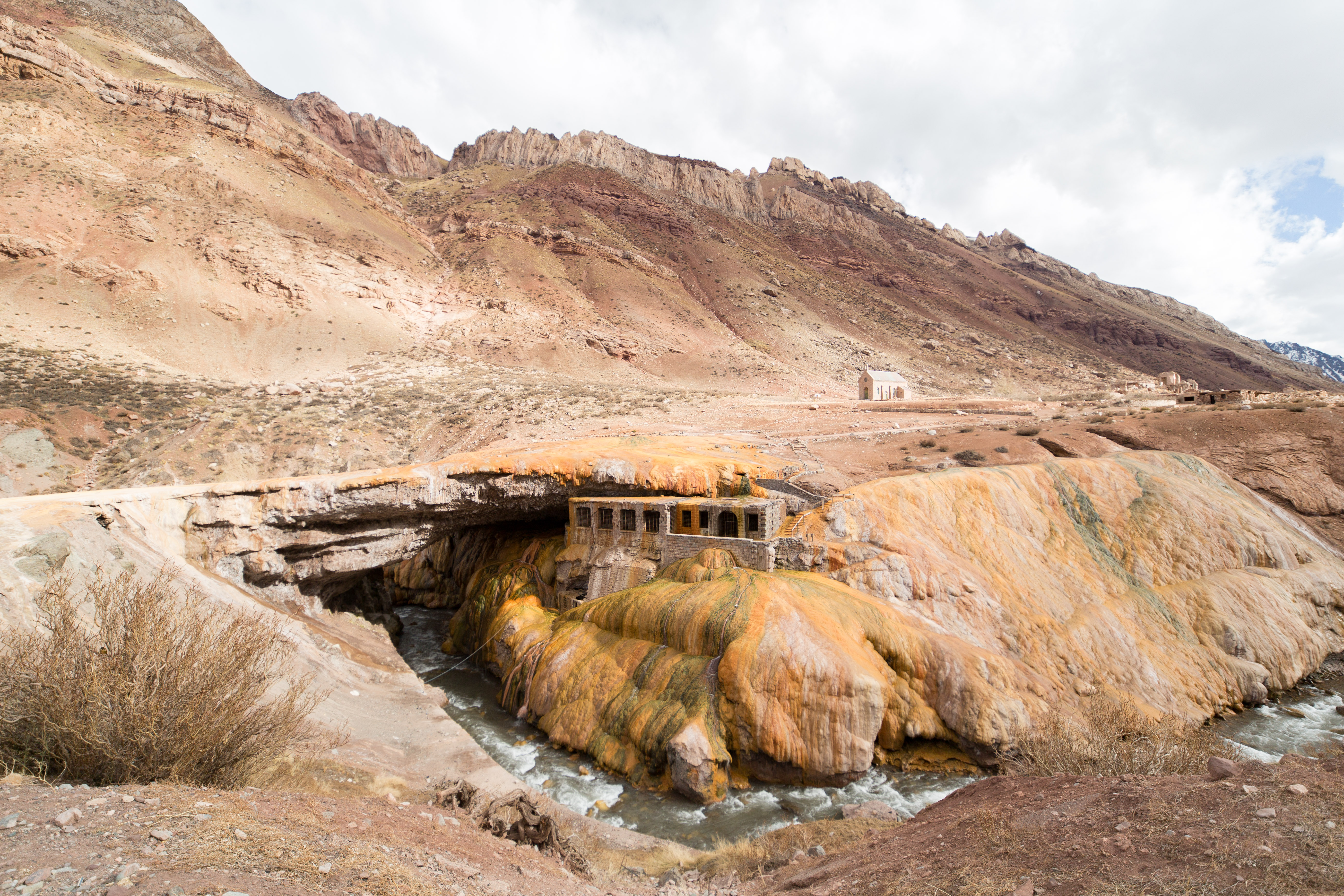
Puente del Inca

Cuyo es una región geográfica e histórica situada en el centro oeste de la República Argentina y conformada por las provincias de Mendoza, San Juan y San Luis. Desde un punto de vista histórico y regional, Villa Dolores y todo el Departamento San Javier (Córdoba) también han integrado esta región, cuyos límites coinciden prácticamente con una región geográfica y una identidad cultural y tradición histórica en común. Desde la firma del Tratado del Nuevo Cuyo a principios de 1988, la provincia de La Rioja se incorporó a la Región del Nuevo Cuyo como nuevo integrante, lo cual duró hasta 2012. Sin embargo, debe notarse que pese a la firma del tratado, éste no ha producido ningún cambio significativo en la consideración social y tradicional, como tampoco en lo institucional, de los cuyanos, que consideran a La Rioja como parte del noroeste argentino. Además, por el acento mendocino y sanjuanino especialmente, además de los modismos utilizados, esta región tiene un dialecto que no está presente en La Rioja, el cuyano. 
Predomina un relieve montañoso de escasa vegetación, con características climáticas desérticas. Como actividad económica predomina la de base agrícola, destacando la vitivinícola, siendo esta zona la principal productora de vinos de la Argentina, por volumen de caldos y superficie cultivada. Existe también una creciente oferta de servicios turísticos, relacionados con la belleza natural de la región, e importantes (en cantidad y calidad) centros académicos de nivel superior.

## Historia

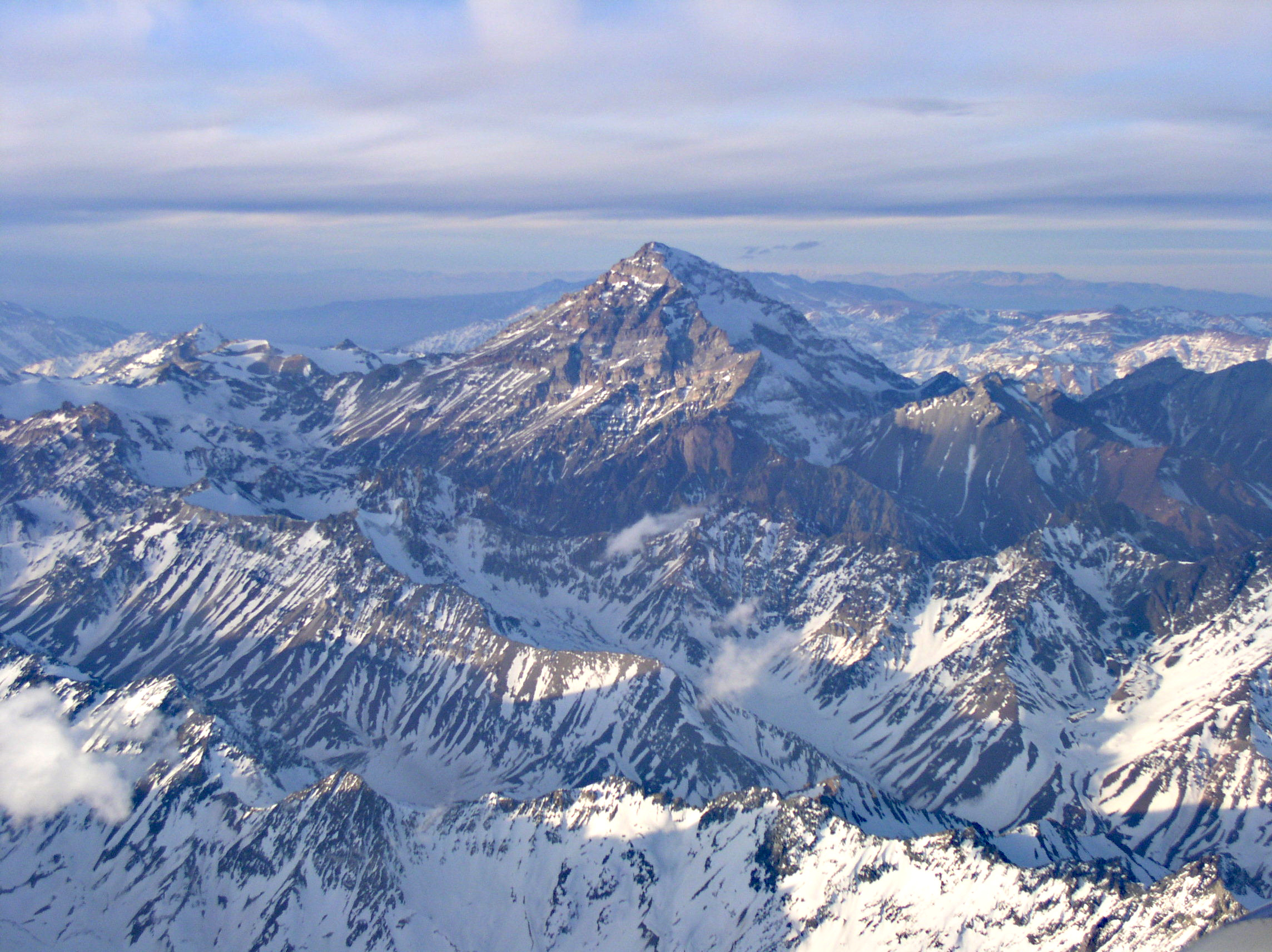
El Aconcagua nevado. El Aconcagua, ubicado totalmente en la provincia de Mendoza, es la montaña más alta de los hemisferios occidental y sur, y prosigue elevándose.

### Fundaciones
Las capitales de las provincias que conforman Cuyo fueron fundadas por la llamada «Corriente del Oeste»; es decir, que procedía directamente del territorio que hoy es Chile, dependiente de la Corona española. El gobernador Francisco de Villagra realizó una exploración al este de la Cordillera de los Andes en 1551, tendiente a establecer una ruta que uniera el puerto de Santiago de Nueva Extremadura ubicado en Valparaíso y el de Santa María de los Buenos Aires, que en esa época estaba despoblado. Con este encargo partieron los capitanes Pedro del Castillo y Juan Jufré de Loayza Montesa, funcionarios del Reino de Chile, a tomar posesión efectiva de los territorios recorridos por Villagra.
Pedro del Castillo fundó la ciudad de Mendoza del Valle de la Nueva Rioja el 2 de marzo de 1561, que fue refundada al año siguiente por Juan Jufré como «ciudad de La Resurrección», a dos tiros de arcabuz hacia el oeste de la fundación original de Mendoza. En la práctica esta «refundación» se redujo a un simple traslado de Mendoza, pero le permitió a Jufré recibir el premio real correspondiente a la fundación de ciudades. Luego de la fundación/traslado de Mendoza, Jufré se desplazó unos 165 km hacia el norte y fundó San Juan de la Frontera el 13 de junio de 1562. Su hijo Luis Jufré de Loayza y Meneses siendo teniente corregidor de Cuyo, fundó en 1594 San Luis de la Punta de los Venados, nueva extremadura de las posesiones hispanoamericanas del oeste sudamericano. Este enclave fue durante largo tiempo un poblado en peligro, debido a su cercanía con las tierras por las que se desplazaban los indios pampas, cuyos malones atormentaban a la población y reducían su ganado.
En 1568 fue fundado el Corregimiento de Cuyo, que dependió de la Capitanía General de Chile por un período de 210 años, siendo uno de los once corregimientos en que se subdividió el reino de Chile.

### Población

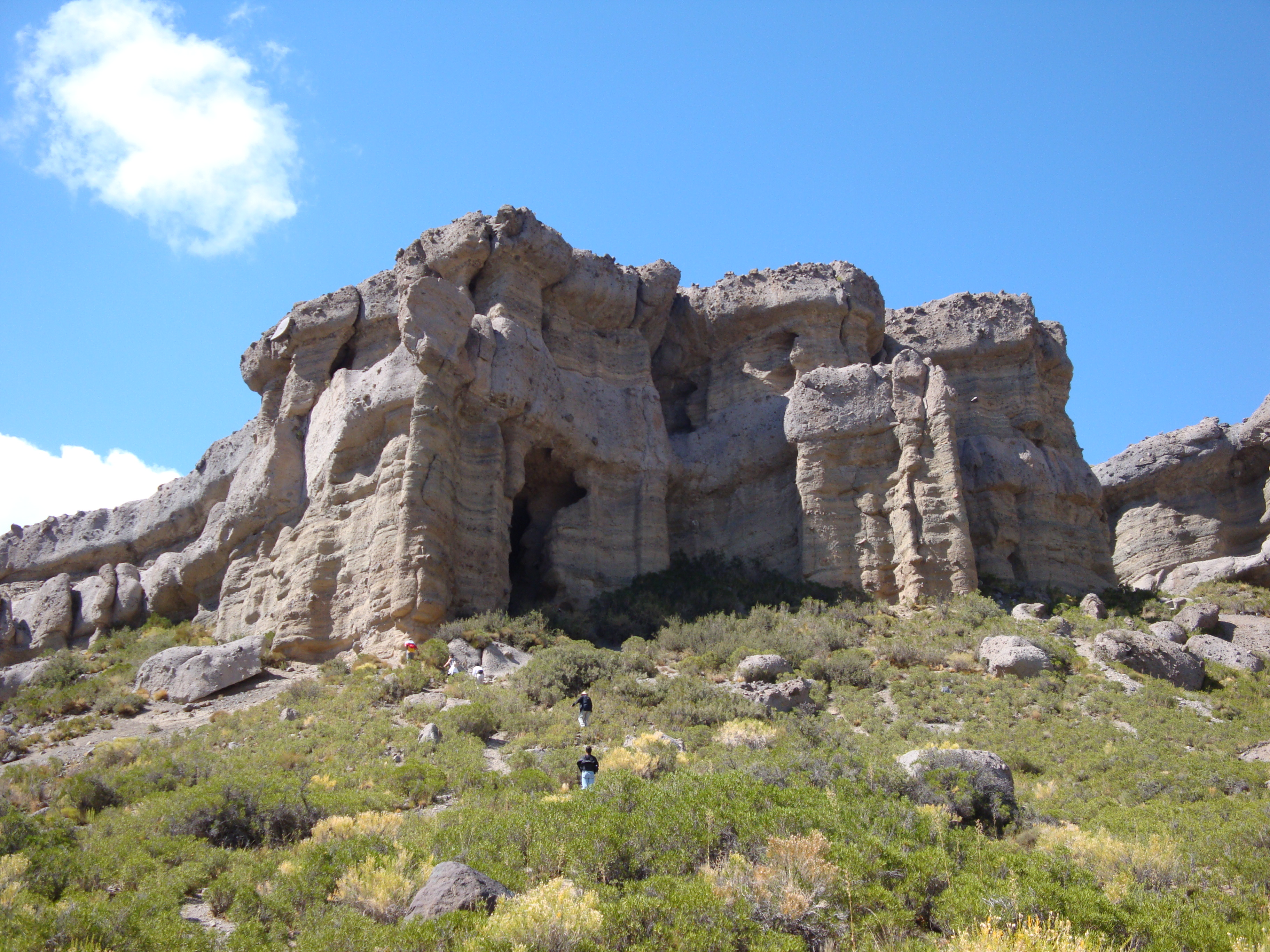
Formación natural denominada Castillos de Pincheira en la Precordillera mendocina.

Los enclaves cuyanos fueron poblados por españoles y criollos chilenos, y la vecina ciudad de Santiago ejercitó por tanto una tutela y primacía de hecho y derecho sobre ellas, nombrando gobernadores y demás cargos públicos de entre sus notables.
Merece especial atención el maltrato dispensado durante la época hispánica temprana a los indios huarpes nativos de la región. Estos eran otorgados en encomienda a los pobladores, y muchos fueron trasladados a Santiago de Chile para la explotación de las minas de cobre.
De acuerdo al empadronamiento de población llevado a cabo entre 1737 y 1738, durante el mandato del gobernador de Chile Agustín de Jáuregui, en la provincia de Cuyo habitaban unas 60 mil personas aproximadamente. Censo de 1813.

### De Santiago de Chile a Buenos Aires

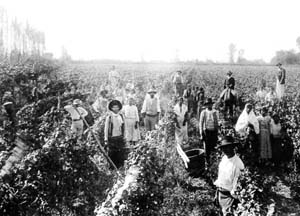
La vitivinicultura, radicada en la región desde la Conquista española. La fotografía muestra el tiempo de vendimia, a mediados de la década de 1890, en la provincia de San Juan.

Transcurrido el tiempo, se liberó el camino entre San Luis y Buenos Aires por medio de la extensa pampa, y comenzaron a circular las diligencias y siendo la ciudad de Mendoza una de las dos principales fábricas de grandes carretas para transportar las importantes mercaderías. Advirtieron entonces las autoridades reales españolas que la mayor distancia con el puerto atlántico entrañaba menos peligros que el cruce de los imponentes Andes, por lo que en 1776 el nuevo Virreinato del Río de la Plata cuya capital se fijó en Buenos Aires, se formó por disposición real con el corregimiento de Cuyo y otros territorios ubicados al este de los Andes y al sur del Perú y del Brasil portugués (Alto Perú, Buenos Aires, las actuales provincias del Litoral, la intendencia del Tucumán (que abarcaba desde Córdoba a Tarija), la Banda Oriental, el Paraguay y la Patagonia oriental.

El territorio del antiguo corregimiento cuyano fue convertido en la Intendencia de Cuyo que incluía a las provincias de Mendoza, San Juan y San Luis, en 1782, pero una reorganización virreinal en 1783 disolvió la intendencia y asignó el territorio a la Intendencia de Córdoba del Tucumán.

"Al crearse, por Real Cédula de 1º de agosto de 1776. el Virreinato del Río de la Plata, la Provincia de Cuyo dejó de formar parte de la Capitanía General de Chile, para integrar la Intendencia de Tucumán: el Gobierno español solucionaba así y sabiamente. dentro de leyes geográficas y económicas, un problema creado por el azar de la Conquista". Juan Luis Espejo, La provincia de Cuyo del Reino de Chile, 1954.
La separación final de Cuyo respecto de la jurisdicción de Córdoba fue efectiva sólo desde 1813, cuando la Asamblea del año XIII crea la Intendencia de Cuyo con capital en Mendoza y abarcando los territorios de Mendoza, San Juan y San Luis. A raíz de las revueltas de criollos americanos provocadas por la invasión napoleónica de España, los ciudadanos patricios de las provincias cuyanas decidieron en sus respectivos cabildos sumarse a la causa de la independencia.

### Independencia argentina
El 10 de agosto de 1814 el general José de San Martín fue elegido gobernador intendente de Cuyo, y una vez establecido en Mendoza además de sus labores de gobierno habituales, se dedicó a organizar el Ejército de los Andes con tropas remitidas desde Buenos Aires, una importante cantidad de milicianos cuyanos y restos del Ejército chileno independentista, entre los que se encontraba Bernardo O'Higgins, junto con la preparación de la logística, armas, pertrechos y transportes necesarios. Finalmente en enero de 1817 cruzó los Andes para desestabilizar el poder colonial español en el oeste, tomando Santiago de Chile en 1817. Sobre la base de dicho ejército, en 1820 formaría la Escuadra Libertadora (con 4000 soldados chilenos y 1500 argentinos) que zarparía desde Valparaíso (Chile), para atacar las posiciones españolas en el Perú, llegando a apoderarse de Lima en 1821.
En 1816 se enviaron diputados por provincias al congreso realizado en San Miguel de Tucumán que presidió el sanjuanino Francisco Narciso Laprida, y el 9 de julio se declaró la independencia de las llamadas Provincias Unidas en Sud América.

### Desmembramiento
Luego de la partida del General San Martín en su campaña de los Andes, las provincias de San Juan y San Luis obtuvieron mayor autonomía aunque continuaron dependiendo de Mendoza en forma nominal. Prueba de ello es que en el Congreso que declaró la independencia en 1816, los delegados asistieron por su provincia de origen y no como representantes de la intendencia en su conjunto.
Finalmente, en marzo de 1820, las provincias de Mendoza, San Juan y San Luis se constituyeron como provincias separadas, se hicieron cargo de su propio gobierno, designaron sus propias autoridades y firmaron acuerdos comprometiéndose a respetar la autonomía de cada provincia, dando por disuelta la Intendencia.
Luego de la batalla de Cepeda, ocurrida poco después de la disolución de Cuyo como unidad política, la política de las provincias cuyanas fue principalmente dominada por caudillos provinciales —al igual que en otras provincias argentinas— lo que casi provoca que se reintegrase a Chile a petición de ilustres mendocinos (véase el símil como sucedió con el Partido de Nicoya y Costa Rica). Luego de la caída de Juan Manuel de Rosas, el entonces gobernador mendocino Alejo Mallea y sus colegas, los caudillos sanjuanino Nazario Benavídez y puntano Pablo Lucero, enviaron representantes de la provincia para integrarse en la nueva estructura política argentina. En 1851, participaron en la firma del Acuerdo de San Nicolás y en 1853, al promulgarse la Constitución, se convirtieron en estados federados fundadores de la Confederación Argentina.

## Lengua
Español cuyano

## Geografía

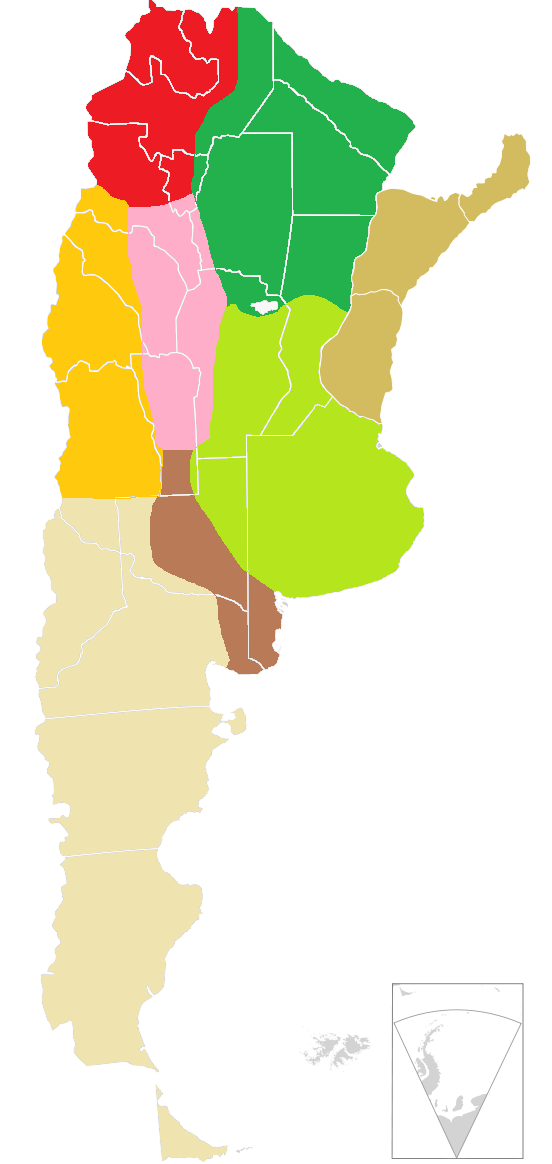
El mapa de las regiones naturales de Argentina con la región de Cuyo en naranja

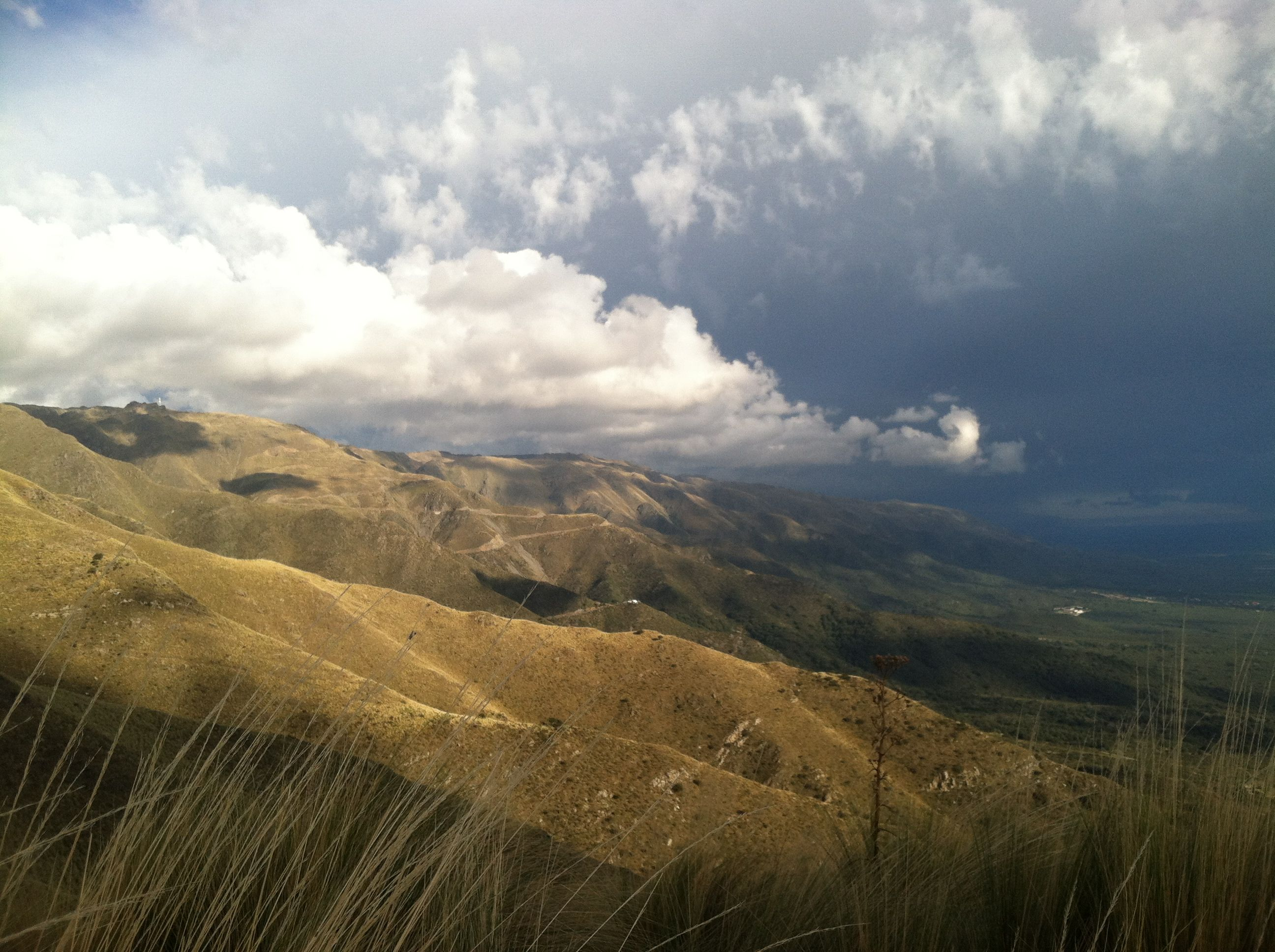
Postal de la Reserva Provincial Mogote Bayo en la Provincia de San Luis.

### Límites
Sus límites tradicionales son: al norte la región del Noroeste NOA; al este, las Sierras Pampeanas y la Pampa; la Patagonia, y al oeste la  República de Chile. Abarca las provincias de Mendoza, San Juan y San Luis.
A nivel orográfico el territorio, conocido académicamente como la "Cuyanía" no incluye toda la provincia de San Luis, sino sólo la mitad occidental de su territorio, pero incluye el tercio sur de la provincia de La Rioja. Con base en este criterio se definió la Región del Nuevo Cuyo en 1988.

### Relieve
Cuyo se destaca por tener un relieve altamente montañoso hacia el oeste, donde se destaca la Cordillera de los Andes. Dentro de esta, están los siguientes sistemas orográficos:
- Cordillera Principal o cordillera del Límite: divisoria de aguas y límite.
- Cordillera Frontal o cordillera Oriental' corre paralela al oriente de la anterior, está compuesta por numerosos cordones independientes. Incluye el cerro Aconcagua, de 6962 m s. n. m., el más alto del mundo fuera de los Himalayas. El cerro Mercedario, de 6770 m s. n. m., es un elemento orográfico intermedio de ambas cordilleras.
- Precordillera de Mendoza, San Juan y La Rioja.

En esta zona existen varios pasos cordilleranos, entre los que se pueden mencionar:
el Paso de Agua Negra en San Juan y los pasos de la Cumbre y Pehuenche en Mendoza.
Hacia el este de la región predominan las vastas planicies denominadas travesías en San Juan, Mendoza y San Luis. En esta última entran en contacto con la llanura pampeana.
En las planicies se encuentran varios cordones serranos aislados pertenecientes al sistema de las Sierras Pampeanas, y diversas salinas en las zonas más deprimidas de las llanuras.
Finalmente en el extremo sur de Mendoza, predomina el relieve de mesetas y volcanes aislados de la Reserva Provincial La Payunia.

### Hidrografía

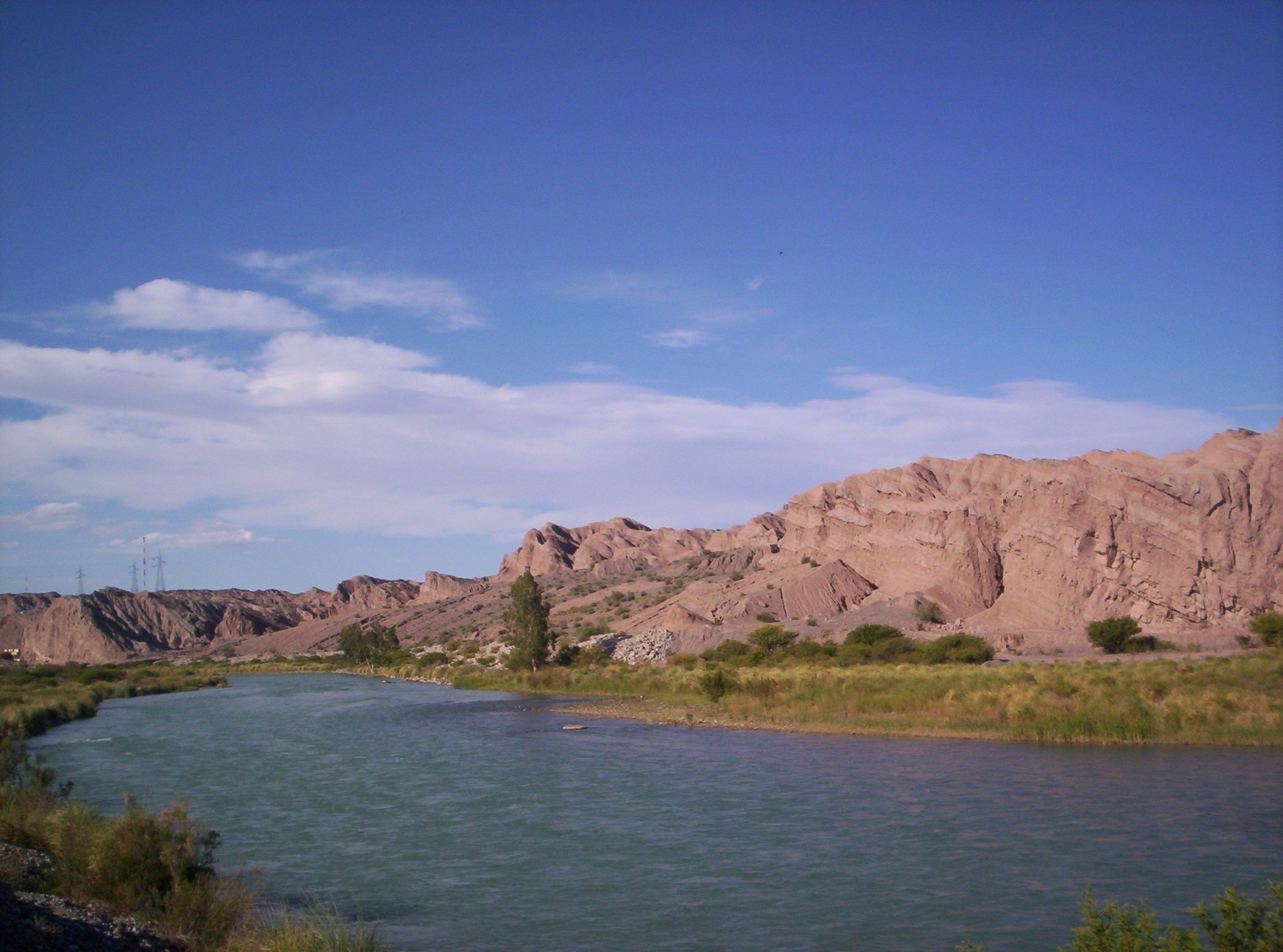
Río San Juan, en la provincia de San Juan. El curso de agua más importante de la región.

Gran parte de los ríos de esta región son de deshielo, teniendo su mayor caudal a partir de la primavera y pertenecen a la cuenca del río Colorado. El Sistema del Desaguadero es el principal colector de los cursos de agua de la zona, ya que recibe aguas de los ríos Desaguadero o Bermejo, Jáchal, San Juan, Mendoza, Tunuyán, Diamante y Atuel. En el sur de Mendoza se destacan los ríos Río Grande (el más caudaloso de Cuyo) y Barrancas.
La mayoría de los ríos cuyanos son aprovechados mediante embalses que almacenan agua para consumo humano y regadío. Esta es distribuida mediante una extensa red de canales que dan sustento a los oasis de Tulum, Jáchal, Ullum, Zonda en San Juan, y los oasis Norte, Valle de Uco y Sur, en Mendoza.
En San Luis se destacan los ríos Conlara y Quinto, ambos de carácter endorreico.
Río principal de Cuyo: Desaguadero.
Ríos afluentes, desde norte a sur: Bermejo, Blanco, Jáchal, San Juan, De los Patos, Mendoza, Desaguadero, Tunuyán, Diamante, Salado, Atuel, Negro, Colorado.
Todos ellos nacen de los glaciares cordilleranos. Siempre hay más agua en primavera y verano a causa de que en dichas estaciones se derrite el hielo de los glaciares. Por ello es necesario regular las corrientes aluvionales a fin de que no haya riesgo alguno de inundación.
Hasta mediados de la década de 1960 se producían periódicamente algunos aluviones en la ciudad de Mendoza ya que no había regulación aluvional en el nacimiento de algunos diques de desagüe, como el zanjón Frías, hoy regulado por el dique Frías situado al oeste de la ciudad o el dique Papagayos.

### Zonda
Es un viento seco, fuerte, que eleva la temperatura, y con los rasgos característicos del Efecto Föhn, que nace en el océano Pacífico, pierde su humedad en la costa chilena y Cordillera de los Andes, y que por efecto del rozamiento acumula polvo y aumenta su temperatura antes de descender por la zona centro oeste de Argentina, y que afecta sobre todo a las provincia de San Juan y Mendoza.
Al sur del Océano Pacífico se genera un anticiclón que produce los llamados vientos del oeste. Al desplazarse los vientos se encuentran con la Cordillera de los Andes y se ven obligados a ascender. En este ascenso la temperatura de los mismos desciende a razón de 0,65 °C cada 100 m. La condensación de la humedad produce lluvias en los niveles inferiores y nevadas en los superiores. Posteriormente, en la ladera oriental de la cordillera el Zonda desciende con violencia, a través de desfiladeros montañosos. Es entonces cuando se produce el calentamiento adiabático (1 °C cada 100 m, humedad menor a 10 %) 40 °C a 50 km por hora. Esto puede llegar a provocar incendios y hasta afecciones en los ojos y vías respiratorias.

### Población
La población de Cuyo se concentra principalmente en los oasis o valles de Mendoza y San Juan alrededor de sus capitales, aunque en el último período San Luis registró un importante aumento poblacional, debido en su mayoría a inmigración interna de la región y de otras provincias aledañas.
La Región de Cuyo cuenta con dos centros urbanos importantes, la Ciudad de Mendoza que junto con su aglomerado urbano, el Gran Mendoza es la cuarta unidad poblacional más importante del país con una estimación de 1.000.000 de habitantes para 2009, y oficialmente 848 660 habitantes según el censo de población de 2001 del INDEC. Ciudad de San Juan y su conurbano con el Gran San Juan es la décima unidad poblacional a nivel nacional con aproximadamente 450 000 habitantes estimados para 2009, y oficialmente con 421 640 habitantes en el censo de población 2001.
La ciudad de San Luis y su conurbación, el Gran San Luis es el tercer núcleo urbano de la región, con 162 011 habitantes según el censo de 2001, y una estimación actualizada a 2009 cercana a los 200 000 habitantes.
Ciudades principales
- Mendoza
- San Juan
- San Luis
- San Rafael (Mendoza)
- Villa Mercedes (San Luis)
- Caucete (San Juan)
- San Martín (Mendoza)

Aglomerados
- Gran Mendoza
- Gran San Juan
- Gran San Luis

## Región sísmica
La región cuyana ha sufrido a lo largo de su historia numerosos terremotos, debido a que se encuentra en una zona de gran actividad sísmica.
Según los datos del Instituto Nacional de Prevención Sísmica argentino (INPRES), se pueden destacar en la historia de Cuyo los siguientes movimientos de placas (la medición de la intensidad de los sismos está realizada según la escala de Richter):
- 1782 en Mendoza, 7º
- 1861 en Mendoza, 7º; este terremoto destruyó completamente la ciudad, provocando 10 000 muertos en una población estimada de entre 18 000 y 20 000 habitantes. Se lo considera el terremoto porcentualmente más destructivo desde que se tienen registros históricos.
- 1894 en San Juan, 8º
- 1917 en Mendoza, 6,5º
- 1927 en Mendoza, 7,1º
- 1936 en San Luis, 6º
- 1941 en San Juan, 6,2º
- 1944 en San Juan, 7,4º; destruyó la ciudad de San Juan y localidades vecinas, ocasionó graves pérdidas y más de 10 000 muertos en una población de 90 000 habitantes.
- 1952 en San Juan, 7º
- 1977 en San Juan, 7,5º; murieron 65 personas y tuvo una réplica de 5,9º quince días después.
- 1985 en Mendoza, 5,9º; con pocas pérdidas personales pero con una enorme cantidad de edificaciones destruidas dada la baja profundidad del hipocentro y la cercanía del epicentro al Gran Mendoza.

## Economía

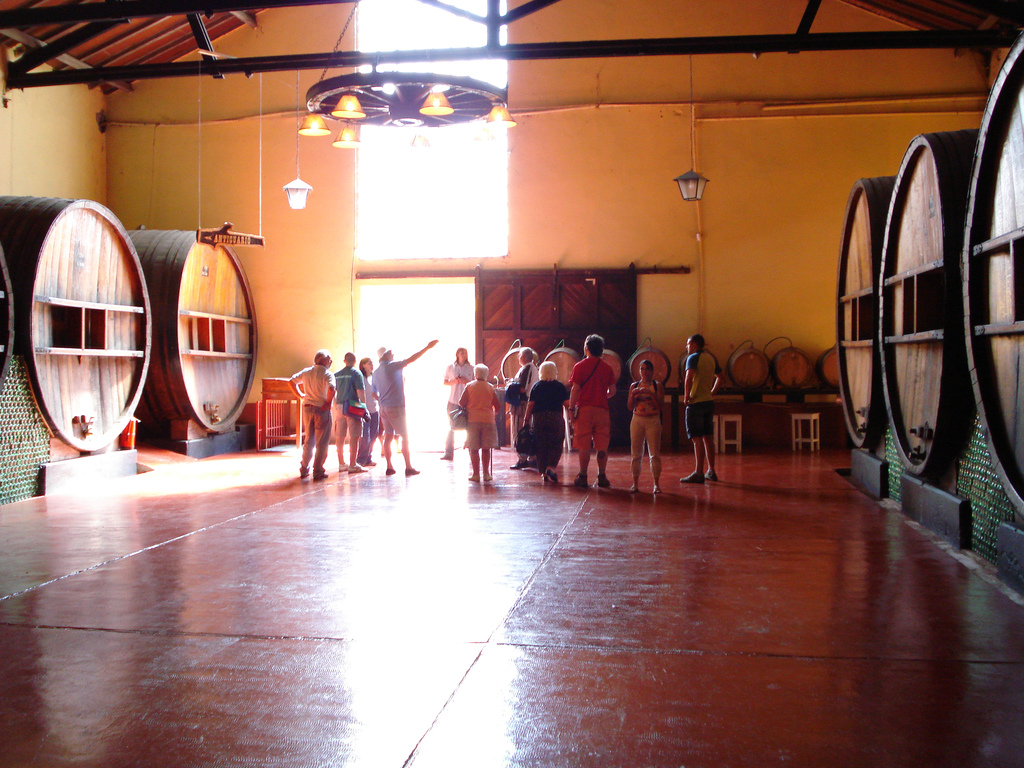
Bodega vitivinícola en Mendoza. En Cuyo se destaca una considerable producción agroindustrial del olivo, la uva y sobre todo el vino, siendo el primer productor de vinos de América Latina y el quinto productor del mundo con 16 millones de hectolitros por año. La provincia de Mendoza es en la actualidad la octava capital vitivinícola más importante del mundo.

Uno de los recursos más importantes de esta región es el cultivo de uva o vid y la elaboración de vinos, siendo la región de Cuyo reconocida por la excelencia de sus uvas y su producción vitivinícola. En las provincias de Mendoza y San Juan se concentra el 80 % de los viñedos del país y el 90 % de las bodegas productoras de vino. Debido a las condiciones climáticas, principalmente áridas, es indispensable el riego. Las parcelas cultivadas con vid se encuentran rodeadas por árboles cuya función es frenar los vientos cordilleranos. Las políticas privadas y públicas están más orientadas al mercado mundial que al nacional. Por este motivo se prefiere la elaboración de vinos finos a los comunes o de mesa. Durante los últimos años han aparecido problemas que afectan a esta actividad:
- Retenciones a las exportaciones, fijadas en el 5 %
- También hace falta  mejorar el acceso al crédito para permitirles a los pequeños y medianos jugadores capitalizarse
- Lograr la sanción del proyecto de ley de jugos naturales, que busca alentar a la industria a usar mosto para edulcorar bebidas
- El crecimiento es la sobre demanda de vino
- Competencia con otras bebidas[10]

Además del cultivo de la vid, esta región tiene producción agrícola-ganadera realizada bajo sistemas de riego. Hay cultivo de olivos para la producción de aceitunas, frutales (damasco, duraznos y ciruelas). Entre las hortalizas, hay producción de papa y tomate. Entre las industrias se encuentran la elaboración de conservas y dulces.
Esta región cuenta con producción minera pero aún no está totalmente explotada, pero en la provincia de San Juan, a partir de 2005 comenzaron explotaciones de oro y cobre, destacándose los proyectos mineros Pascua Lama y Veladero, que están bajo la administración de empresas multinacionales. Existe explotación petrolera en Mendoza y en San Juan a partir del año 2006, cuando comenzó la búsqueda por parte de YPF. Existen canteras de mármoles, y piedras calizas. En general existe cierto recelo de los habitantes por el cuidado medioambiental de los emprendimientos mineros.
Así como en toda Argentina el turismo natural constituye una fuente importante de ingresos, entre los sitios que reciben una gran cantidad de visitantes se encuentran el Aconcagua en Mendoza, el parque natural Ischigualasto, declarado Patrimonio de la Humanidad por la Unesco, ubicado en San Juan. Mendoza posee además varios centros turísticos invernales como Las Leñas y Los Penitentes, mientras que para San Juan, está proyectado uno en la zona de alta montaña y se lo denominará Manantiales, también se destaca un creciente movimiento de turismo temático basado en la vitivinicultura, con las denominadas Rutas del Vino en ambas provincias.

## Turismo
Principales atractivos

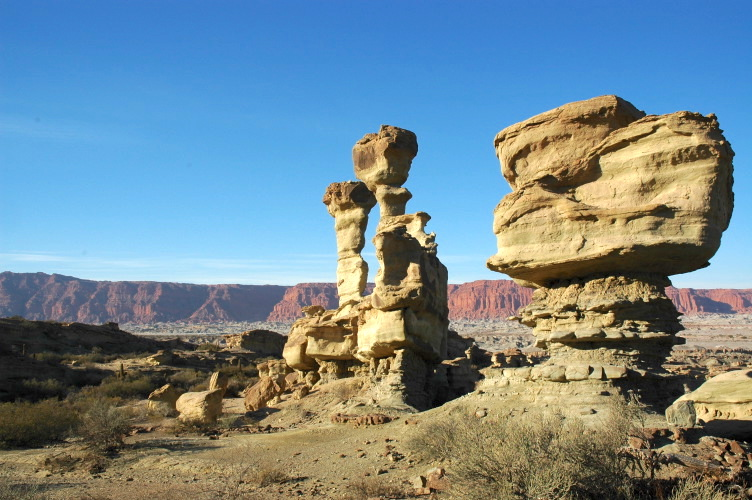
Sol, olivos y vides dibujan el paisaje de la provincia de San Juan (en la foto se observa "El Submarino", una de las abundantes geoformas de Ischigualasto o Valle de la Luna).
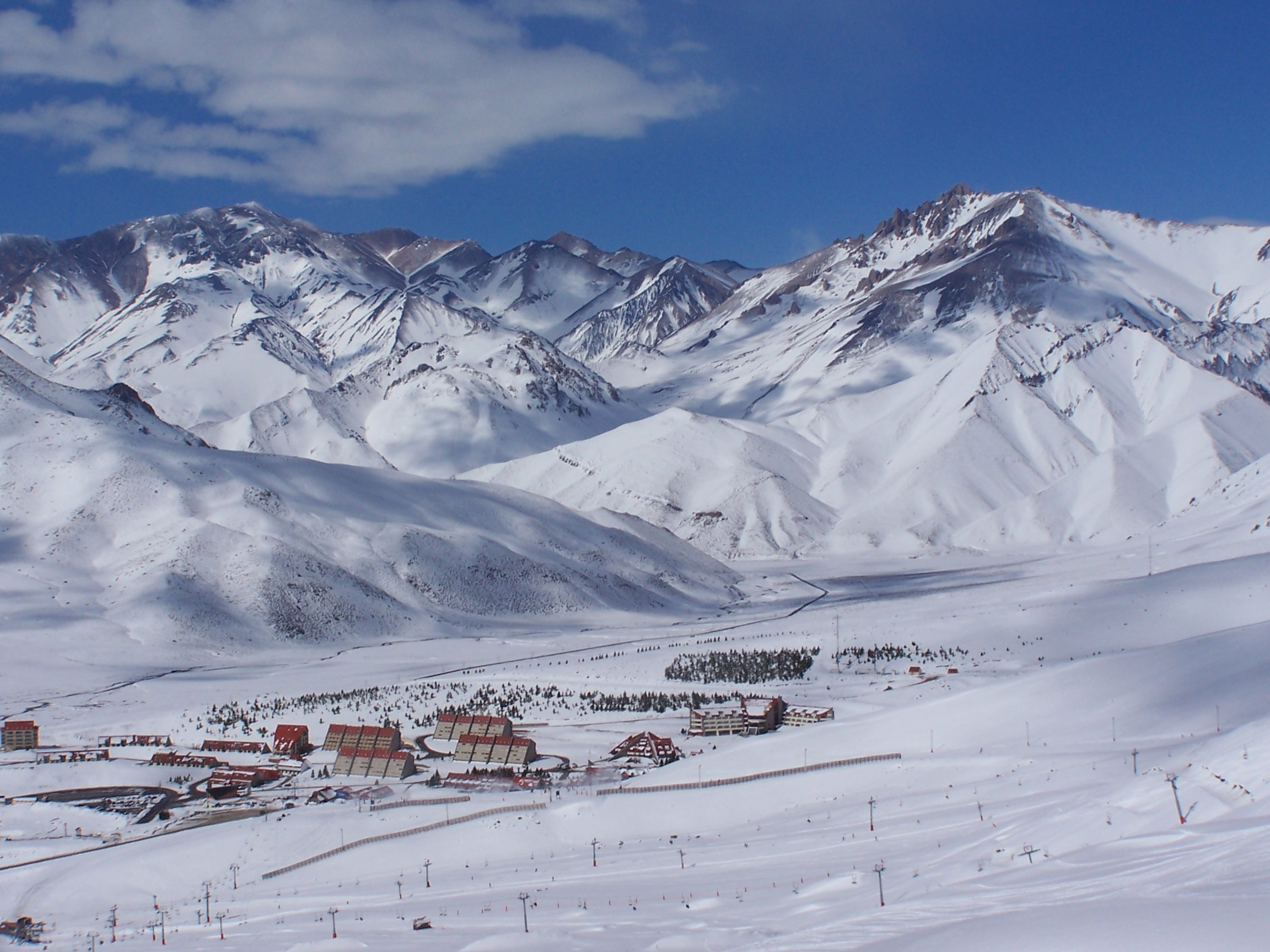
Bodegas, cerros nevados, festivales de folclore y termas relajantes son algunos de los atractivos turísticos de la provincia de Mendoza. En la foto se observan zonas de esquí y otros deportes invernales en Las Leñas.
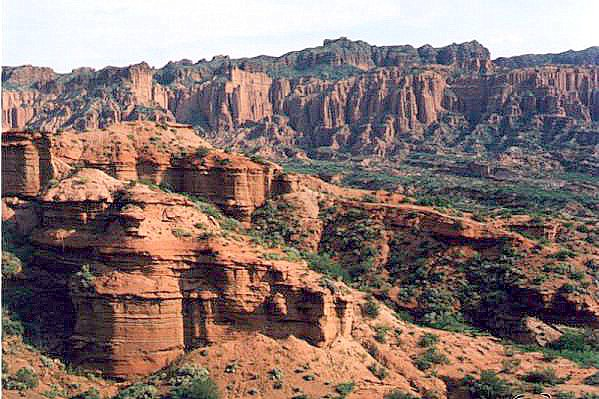
San Luis: sierras, villas veraniegas y parajes dentro de un microclima único; la foto muestra un sitio de la Sierra de las Quijadas.

- Aconcagua, la montaña más alta del continente americano se yergue con 6962 metros de altura. Al norte y al este limita con el Valle de las Vacas y al oeste y al sur con el Valle de los Horcones inferior en la provincia de Mendoza. Varios glaciares atraviesan sus laderas; los más importantes son el glaciar nororiental o polaco y el del este o inglés. Se encuentra dentro del Parque provincial Aconcagua, y es una montaña muy frecuentada por andinistas de todo el mundo, con una entrada de 6000 a 7000 visitantes por temporada, que se extiende entre diciembre y marzo.
- Fiesta Nacional del Sol, la Fiesta Nacional del Sol o Fiesta del Sol es la celebración, evento o festival en honor al Sol más importante de Argentina, que se lleva a cabo anualmente en la Ciudad de San Juan y otros sitios de la Provincia de San Juan, durante la última semana del mes de febrero, a lo largo de cinco días. Dando a través de ella una muestra itineraria de las actividades económicas, costumbres, cultura, personajes y hechos históricos de dicha provincia y del país todo, ya que bajo el sol sanjuanino se desarrollan todas las actividades que dan vida al quehacer e idiosincrasia de una provincia pujante, llena de historia y futuro.
- Fiesta Nacional de la Vendimia, todos los años se celebra la fiesta mayor de los mendocinos, que consta de un conjunto de eventos con un amplio despliegue cultural, festejo popular, y de variados espectáculos que se suceden en distintos puntos de la provincia anualmente durante el mes de febrero. El clímax de las celebraciones ocurre el primer fin de semana de marzo, con los actos principales que son la Vía Blanca de las Reinas, el Carrousel y finalmente el sábado por la noche, el Acto Central, realizado sobre un gigantesco escenario principal de más de 5000 m², con un impresionante despliegue de danzas, música, color, fuegos artificiales y gran cantidad de artistas (bailarines, actores, músicos y figurantes) en escena. Posteriormente al acto central, se elige a la nueva Reina Nacional de la Vendimia, símbolo del trabajo y la belleza mendocina.[13]
- Fiesta Nacional de la Calle Angosta, es un festival de folclore que se realiza generalmente el primer fin de semana de diciembre desde el año 1984 en el Anfiteatro Alfonso y Zabala de la ciudad de Villa Mercedes, Provincia de San Luis, Argentina. Es el festival más importantes de la provincia y uno de los más importantes a nivel nacional. Nació de la voluntad de los vecinos del Barrio Estación ante el crecimiento cultural de este, debido al ferrocarril y el apogeo folclórico en la ciudad. Su nombre hace referencia tanto a la famosa cueca cuyana titulada calle Angosta y a la calle del mismo nombre, la emblemática calle Angosta.
- Las Leñas: Es uno de los centros de esquí y de snowboard más importantes de Argentina, se encuentra ubicado en el valle homónimo al sur de la provincia de Mendoza en el noroeste del departamento Malargüe, y en el interior de la cordillera de los Andes. El núcleo de este valle apto todo el año para deportes nivales.[14]
- Ñacuñán, reserva natural provincial de Mendoza, ubicada 180 km al sureste de la capital provincial, que protege unas 12.600 hectáreas de bosque nativo de algarrobos. Además de su belleza, fue declarada reserva provincial en 1961, y forma parte de la red mundial de reservas de la Biosfera (UNESCO) desde 1986.[15][16]
- Ríos mendocinos, a lo largo y ancho de la provincia los ríos caudalosos en verano permiten en distintos tramos su navegación con kayak o gomones, a la vez que los espejos de agua producto del aprovechamiento hídrico permiten otras actividades de veraneo, descanso o esparcimiento, flanqueados por las montañas de la cordillera y precordillera.
- San Rafael, en estos últimos tiempos ha mostrado un gran aumento de turistas, casi en su mayoría del exterior, que vienen a conocer sus increíbles paisajes andinos con turbulentos ríos. Muy importante por su aporte al vino argentino, también se encuentran en San Rafael algunas de las principales bodegas y champaneras de la provincia de Mendoza. Lugar de gira 2008 M-14
- Barreal, es una localidad del Departamento Calingasta, provincia de San Juan. El clima, su gente, la pureza de su aire, sus frondosas alamedas y la belleza de su naturaleza hacen de Barreal un verdadero paraíso andino, cada día más visitado por los turistas nacionales y extranjeros. Ha sido calificado por una guía de turismo en lengua inglesa como uno de los diez lugares más bonitos de Argentina.
- Difunta Correa, concentra un turismo con base en la tumba de Deolinda Correa. Desde la década de 1940 se encuentra su santuario en la localidad de Vallecito, en la provincia de San Juan. Las visitas al santuario se producen durante todo el año, pero son más frecuentes en Semana Santa, el día de las Ánimas (2 de noviembre) y las fiestas de los camioneros y los gauchos (sin fecha fija, pero siempre en verano). En las épocas de mayor afluencia pueden llegar a congregarse hasta doscientas mil personas.
- Ischigualasto, también conocido como el "Valle de la Luna", ubicado en la provincia de San Juan. El valle ofrece un extraño paisaje, donde la escasez de vegetación y la más variada gama de colores de sus suelos, más el capricho en las formas de los montes, lo hacen ser un lugar predilecto para turistas, tanto nacionales como extranjeros. Si bien es un lugar científico,[17] se puede recorrer mediante visita guiada en vehículos particulares acompañados por un guía del Parque, el cual realiza estaciones o paradas y explica el sitio visitado.
- El Trapiche, es una localidad en la provincia de San Luis asentado entre sierras y es recorrido por un río que lleva también el nombre Trapiche. El Trapiche cuenta, hosterías y cabañas para el alojamiento turístico, un centro cívico y una capilla.
- Merlo: Es el principal destino turístico de la provincia de San Luis y la tercera ciudad más importante de la provincia. El microclima particular del lugar es considerado uno de los mejores del mundo, caracterizado por la particular ionización negativa de la atmósfera,[18] su clima es templado-seco, con escasez de viento, y en la zona circundan una gran cantidad de arroyos.

Otros atractivos pueden ser:

### Mendoza
- Cañón del Atuel
- Castillos de Pincheira
- Cacheuta
- Caverna de las Brujas
- Cerro de la Gloria
- Ciudad de Mendoza
- Embalse El Carrizal
- El Challao
- Embalse Los Reyunos
- Laguna de Llancanelo
- Laguna del Diamante
- Las Cuevas
- Los Penitentes
- Malargüe
- Monumento al Ejército de Los Andes
- Potrerillos
- Puente del Inca
- Uspallata
- Villavicencio
- Volcán Tupungato

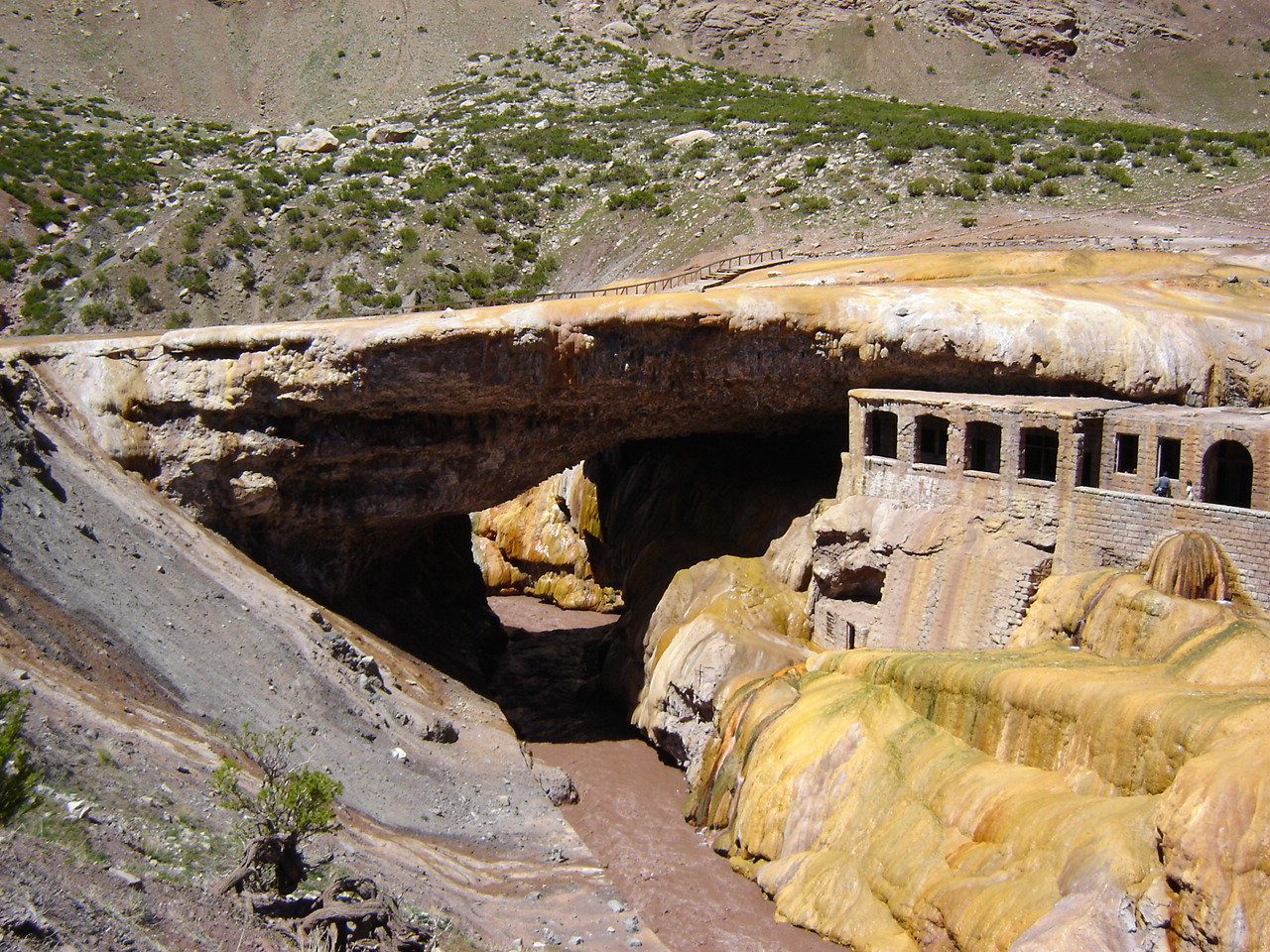
Puente del Inca, provincia de Mendoza.
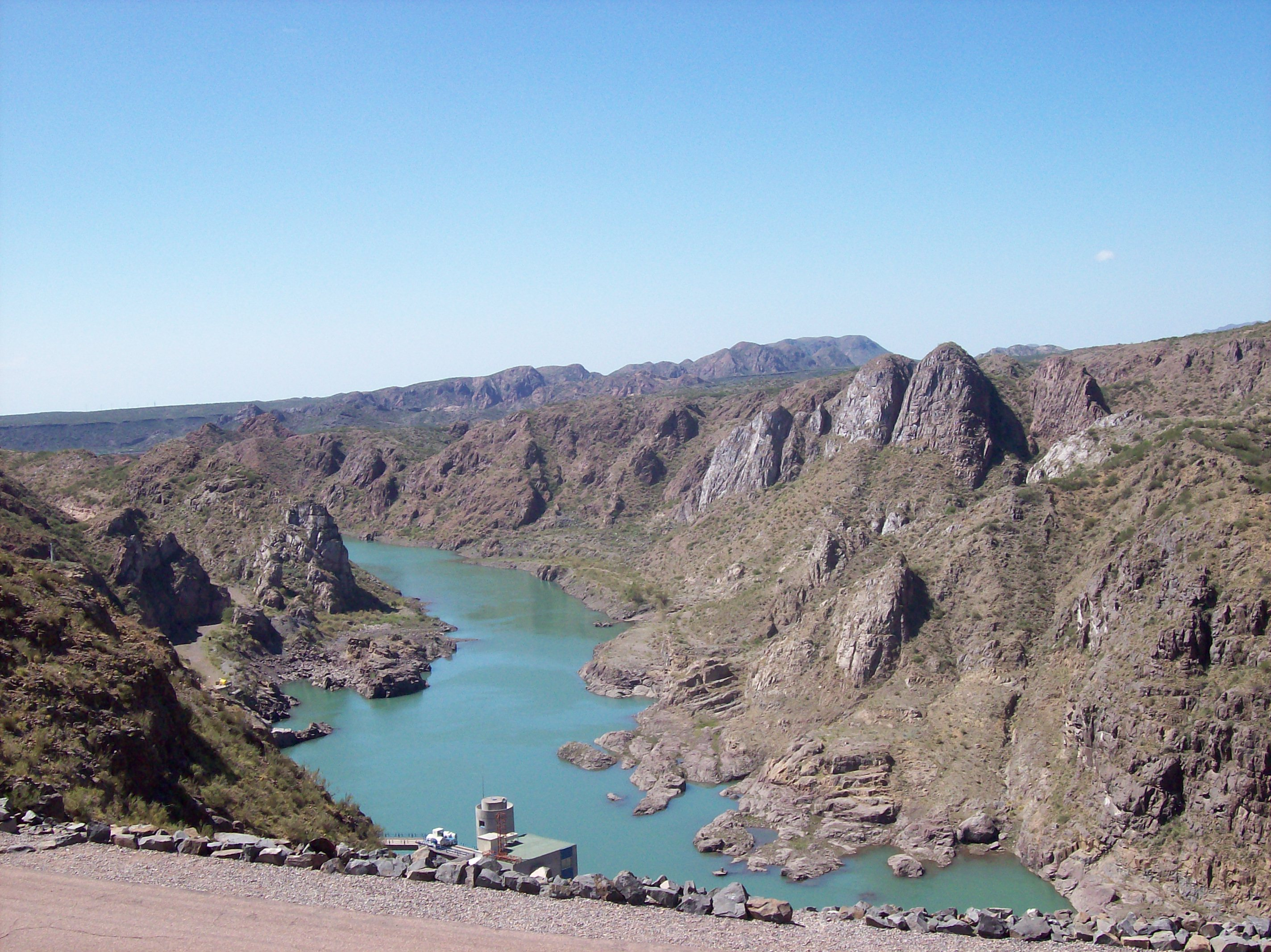
Río Diamante, cerca del embalse Los Reyunos, Mendoza.
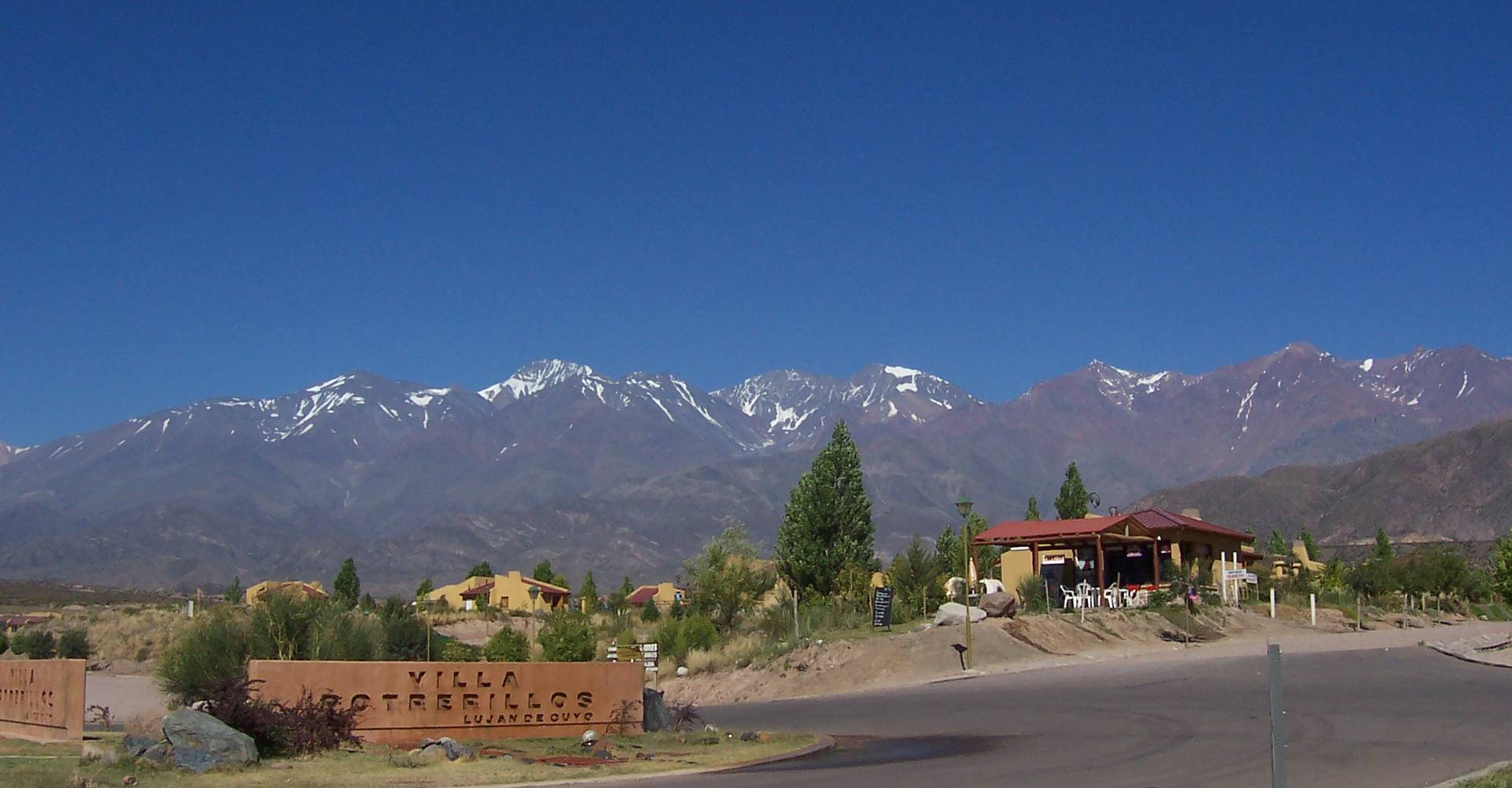
Potrerillos, Mendoza
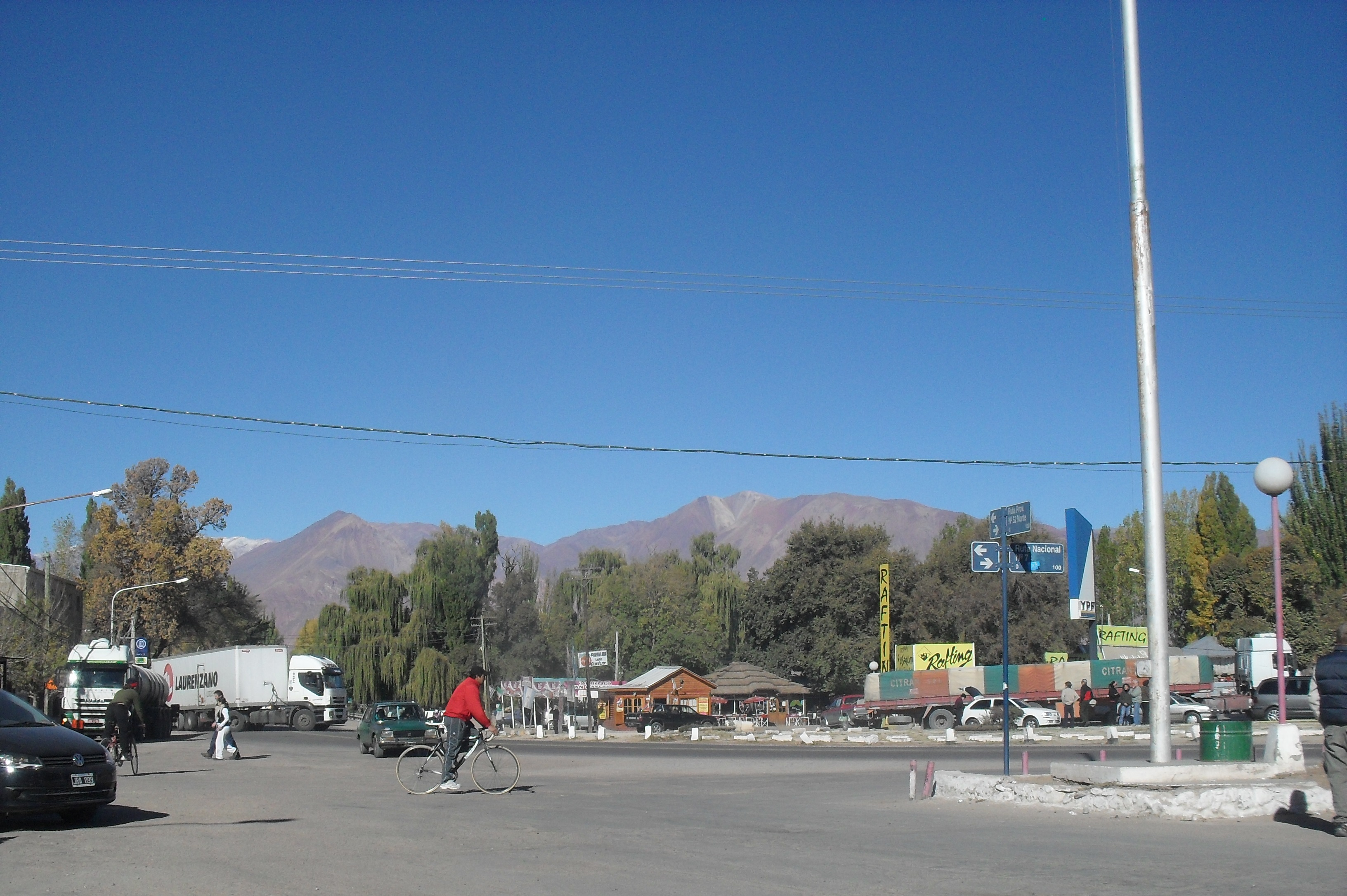
Centro de Uspallata, Mendoza.

### San Luis
- Parque nacional Sierra de las Quijadas
- Quines
- Balde
- Chorro de San Ignacio
- Dique La Huertita
- El Volcán
- Embalse La Florida
- Embalse Potrero de los Funes
- Papagayos
- Santa Rosa de Conlara
- Sierras de Comechingones
- Sierras de San Luis
- Valle de Conlara
- Villa de la Quebrada
- Calle Angosta

### San Juan
- San Juan Ciudad
- Barreal
- Villa San Agustín
- Rodeo
- Calingasta
- Parque Provincial Ischigualasto
- Embalse Ullum
- Embalse Cuesta del Viento
- Difunta Correa
- Barreal Blanco "Pampa del Leoncito"
- San José de Jáchal
- Valle del Tulúm
- Valle de Ullum
- Valle de Zonda
- Valle Fértil

### Festividades
- Fiesta Nacional de la Vendimia (Mendoza)
- Fiesta Nacional del Sol (San Juan)
- Fiesta Nacional de la calle Angosta (Villa Mercedes)
- Fiesta Nacional del Higo (San Luis/Quines)
- Fiesta Nacional de la Tradición (Jáchal, San Juan)

sigan al parro inspira!
- 2 de Marzo día nacional de la República de Cuyo

## Turismo
- El Atlas Lingüístico y Etnográfico del Nuevo Cuyo, de la Academia Argentina de Letras y el Instituto de Investigaciones Lingüísticas y Filológicas de la Universidad Nacional de San Juan

- Rancho KUNDALINI en Rama Caída, San Rafael

- Datos: Q1146743
- Guía turística: Cuyo